# 贞度门
贞度门是太和门西侧的大门。它首先与太和门共同建造，并命名为西角门，后来于1526年由嘉靖皇帝改名为宣政门。大火在光绪十四年毁坏了大门，并连续第二年进行了重建。今天的名字是由清朝皇帝给定的。

## 外部連結
- 故宮 貞度門 （页面存档备份，存于）
- Palace museum Gate of Correct Conduct (Zhendu men) （页面存档备份，存于）